# Bonyokan
Bonyokan is een bestuurslaag in het regentschap Klaten van de provincie Midden-Java, Indonesië. Bonyokan telt 2752 inwoners (volkstelling 2010).